# Греция на летних Олимпийских играх 2000
Греция принимала участие в Летних Олимпийских играх 2000 года в Сиднее (Австралия) в двадцать четвёртый раз за свою историю и завоевала четыре золотые медали. Сборную страны представляли 82 мужчины и 58 женщин.

## 01!Золото
- Легкая атлетика, мужчины — Константинос Кентерис
- Тхэквондо, мужчины — Михаил Мурутсос
- Тяжёлая атлетика, мужчины — Пиррос Димас.
- Тяжёлая атлетика, мужчины — Кахи Кахиашвили.

## 02!Серебро
- Лёгкая атлетика, женщины — Екатерина Тану
- Лёгкая атлетика, женщины — Анастасия Келесиду
- Лёгкая атлетика, женщины — Мирела Маньяни
- Гимнастика, мужчины — Димостенис Тамбакос
- Тяжёлая атлетика, мужчины — Леонидас Самбанис
- Тяжёлая атлетика, мужчины — Виктор Митру

## 03!Бронза
- Тяжелая атлетика, мужчины — Амиран Карданов
- Тяжёлая атлетика, женщины — Иоанна Хадзиоанну
- Художественная гимнастика, женщины — Ирини Эндили, Эвангелия Христодулу, Мария Георгату, Захарула Карьями, Хариклиа Пантази, Анна Поллату

## Состав и результаты олимпийской сборной Греции

### Велоспорт

#### Трековый велоспорт
Всего спортсменов — 3
После квалификации лучшие спортсмены по времени проходили в раунд на выбывание, где проводили заезды одновременно со своим соперником. Лучшие спортсмены по времени проходили в следующий раунд.
Мужчины
| Спортсмен                                                | Соревнование     | Квалификация | Квалификация | 1\4 финала             | 1\2 финала     | Финал Матч за 3-е место   | Место |
| Спортсмен                                                | Соревнование     | Время        | Место        | Соперник Время         | Соперник Время | Соперник Время            | Место |
| -------------------------------------------------------- | ---------------- | ------------ | ------------ | ---------------------- | -------------- | ------------------------- | ----- |
| Лампрос Василопулос Димитриос Георгалис Клеантис Баргкас | командный спринт | 45,207       | 4            | Япония · 45,079 · поб. |                | Австралия · 45,332 · пор. | 4     |

Победители определялись по результатам одного соревновательного дня. В гите победителей определяли по лучшему времени, показанному на определённой дистанции, а в гонке по очкам и мэдисоне — по количеству набранных баллов.
Мужчины
| Спортсмен           | Соревнование | Результат         | Место |
| Спортсмен           | Соревнование | Время Очки        | Место |
| ------------------- | ------------ | ----------------- | ----- |
| Димитриос Георгалис | Гит с места  | 1:04,018 (+2,409) | 6     |

### Плавание
Спортсменов — 6
В следующий раунд на каждой дистанции проходили лучшие спортсмены по времени, независимо от места, занятого в своём заплыве.
Мужчины
| Спортсмен          | Соревнование        | Предварительные заплывы | Предварительные заплывы | Полуфиналы | Полуфиналы | Финал     | Финал     |
| Спортсмен          | Соревнование        | Результат               | Место                   | Результат  | Место      | Результат | Место     |
| ------------------ | ------------------- | ----------------------- | ----------------------- | ---------- | ---------- | --------- | --------- |
| Димитриос Манганас | 200 м вольный стиль | 1:54,36                 | 36                      | Не прошёл  | Не прошёл  | Не прошёл | Не прошёл |
| Спиридон Гианнотис | 400 м вольный стиль | 3:54,96                 | 20                      |            |            | Не прошёл | Не прошёл |
| Иоаннис Коккодис   | 400 м комплекс      | 4:23,19                 | 20                      |            |            | Не прошёл | Не прошёл |

Женщины
| Спортсменка       | Соревнование         | Предварительные заплывы | Предварительные заплывы | Полуфиналы | Полуфиналы | Финал     | Финал     |
| Спортсменка       | Соревнование         | Результат               | Место                   | Результат  | Место      | Результат | Место     |
| ----------------- | -------------------- | ----------------------- | ----------------------- | ---------- | ---------- | --------- | --------- |
| Артемис Дафни     | 400 м вольным стилем | 4:16,94                 | 22                      |            |            | Не прошла | Не прошла |
| Замбия Мелахроину | 100 м баттерфляем    | 1:02,06                 | 34                      | Не прошла  | Не прошла  | Не прошла | Не прошла |
| Айкатерини Биламу | 100 м на спине       | 1:05,09                 | 32                      | Не прошла  | Не прошла  | Не прошла | Не прошла |
| Артемис Дафни     | 400 м комплекс       | 4:53,52                 | 20                      |            |            | Не прошла | Не прошла |

### Прыжки в воду
Спортсменов — 5
В индивидуальных прыжках в предварительных раундах складывались результаты квалификации и полуфинальных прыжков. По их результатам в финал проходило 12 спортсменов. В финале они начинали с результатами полуфинальных прыжков.
Мужчины
| Спортсмен          | Соревнование | Квалификация | Квалификация | Полуфинал | Полуфинал | Всего     | Финал     | Финал     | Всего  | Место |
| Спортсмен          | Соревнование | Очков        | Место        | Очков     | Место     | Всего     | Очков     | Место     | Всего  | Место |
| ------------------ | ------------ | ------------ | ------------ | --------- | --------- | --------- | --------- | --------- | ------ | ----- |
| Томас Бимис        | трамплин     | 324,72       | 32           | Не прошёл | Не прошёл | Не прошёл | Не прошёл | Не прошёл | 324,72 | 32    |
| Николаос Сиранидис | трамплин     | 317,88       | 36           | Не прошёл | Не прошёл | Не прошёл | Не прошёл | Не прошёл | 317,88 | 36    |

Женщины
| Спортсмен         | Соревнование | Квалификация | Квалификация | Полуфинал | Полуфинал | Всего     | Финал     | Финал     | Всего  | Место |
| Спортсмен         | Соревнование | Очков        | Место        | Очков     | Место     | Всего     | Очков     | Место     | Всего  | Место |
| ----------------- | ------------ | ------------ | ------------ | --------- | --------- | --------- | --------- | --------- | ------ | ----- |
| Сотирия Куцопетру | трамплин     | 258,81       | 21           | Не прошла | Не прошла | Не прошла | Не прошла | Не прошла | 258,81 | 21    |
| Ефтихия Паппа     | вышка        | 236,79       | 29           | Не прошла | Не прошла | Не прошла | Не прошла | Не прошла | 236,79 | 29    |
| Мария Константату | вышка        | 189,57       | 38           | Не прошла | Не прошла | Не прошла | Не прошла | Не прошла | 189,57 | 38    |

### Современное пятиборье
Спортсменов — 1
Современное пятиборье включает в себя: стрельбу, плавание, фехтование, верховую езду и бег.
Женщины
| Соревнование      | Спортсмены       | Стрельба  | Стрельба | Стрельба | Фехтование | Фехтование | Фехтование | Плавание  | Плавание | Плавание | Верховая езда | Верховая езда | Верховая езда | Кросс    | Кросс | Кросс | Всего     | Всего |
| Соревнование      | Спортсмены       | Попадания | Очки     | Место    | Уколы      | Очки       | Место      | Результат | Очки     | Место    | Результат     | Очки          | Место         | Время    | Очки  | Место | Результат | Место |
| ----------------- | ---------------- | --------- | -------- | -------- | ---------- | ---------- | ---------- | --------- | -------- | -------- | ------------- | ------------- | ------------- | -------- | ----- | ----- | --------- | ----- |
| личное первенство | Катерина Партитс | 184       | 1144     | 2        | 9          | 720        | 21         | 2:21,21   | 1188     | 6        | DNF           | 0             | —             | 12:48,26 | 648   | 22    | 3700      | 22    |

### Стрельба
Спортсменов — 2
После квалификации лучшие спортсмены по очкам проходили в финал, где продолжали с очками, набранными в квалификации. В некоторых дисциплинах квалификация не проводилась. Там спортсмены выявляли сильнейшего в один раунд.
Мужчины
| Спортсмен               | Соревнование   | Квалификация | Место | Финал     | Место     | Всего | Место |
| ----------------------- | -------------- | ------------ | ----- | --------- | --------- | ----- | ----- |
| Дионисиос Георгакопулос | Пистолет, 10 м | 576          | 17    | Не прошёл | Не прошёл | 576   | 17    |

Женщины
| Спортсмен     | Соревнование   | Квалификация | Место | Финал     | Место     | Всего | Место |
| ------------- | -------------- | ------------ | ----- | --------- | --------- | ----- | ----- |
| Агати Кассуми | Пистолет, 10 м | 374          | 32    | Не прошла | Не прошла | 374   | 32    |

### Триатлон
Спортсменов — 1
Триатлон дебютировал в программе летних Олимпийских игр. Соревнования состояли из 3 этапов — плавание (1,5 км), велоспорт (40 км), бег (10 км).
Мужчины
| Спортсмен          | Соревнование      | Плавание | Велоспорт | Бег      | Итоговое время | Место | Отставание |
| ------------------ | ----------------- | -------- | --------- | -------- | -------------- | ----- | ---------- |
| Вассилис Кроммидас | личное первенство | 18:25,59 | 59:16,10  | 33:47,25 | 1:51:28,94     | 33    | +03:04,92  |

### Тяжёлая атлетика
Спортсменов — 1
В рамках соревнований по тяжёлой атлетике проводятся два упражнения — рывок и толчок. В каждом из упражнений спортсмену даётся 3 попытки, в которых он может заказать любой вес, кратный 2,5 кг. Победитель определяется по сумме двух упражнений.
Мужчины
| Спортсмен        | Категория | Вес   | Рывок | Рывок | Рывок | Толчок | Толчок | Толчок | Всего | Место |
| Спортсмен        | Категория | Вес   | 1     | 2     | 3     | 1      | 2      | 3      | Всего | Место |
| ---------------- | --------- | ----- | ----- | ----- | ----- | ------ | ------ | ------ | ----- | ----- |
| Леонидас Сабанис | до 62 кг  | 61,30 | 142,5 | 147,5 | 150,0 | 170,0  | 175,0  | 175,0  | 317,5 |       |